# ويستون نوبل
ويستون نوبل (بالإنجليزية: Weston Noble)‏ هو موزع أمريكي، ولد في 30 نوفمبر 1922، وتوفي في 21 ديسمبر 2016.

## وصلات خارجية
- ويستون نوبل على موقع ميوزك برينز (الإنجليزية)
- ويستون نوبل على موقع ديسكوغز (الإنجليزية)